# Discografia di Drupi
Questa voce elenca l'intera discografia italiana di Drupi del periodo 1967–2013 con i dischi pubblicati da tredici etichette differenti: la Tiffany, Eva Sabbatini Records, Ariston Records, Ricordi, Real Music, Fonit Cetra, WEA, Baby Records, Five Record, RTI Music, Tring, NAR International e Proxima Centauri.
Consistono in 19 album, 13 raccolte e 22 singoli (tra i quali uno pubblicato a nome "Drupi e le Calamite" e 21 da solista); a questi ultimi vanno aggiunti i tre realizzati a inizio carriera con il gruppo I Frenetici.

## Album in studio
- 1974 – Drupi (Ricordi SMRL 6122)
- 1974 – Sereno è... (Ricordi SMRL 6144)
- 1975 – Due (Ricordi SMRL 6165)
- 1976 – Drupi (La visiera si stacca e si indossa!) (Ricordi SMRL 6184)
- 1977 – Di solito la gente mi chiama Drupi (Ricordi SMRL 6211)
- 1978 – Provincia (Real Music RML 58000)
- 1979 – E grido e vivo e amo (Real Music RML 58001)
- 1981 – Drupi (Fonit Cetra LPX 87)
- 1983 – Canta (Fonit Cetra LPX 115)
- 1985 – Un passo (WEA 240611-1)
- 1989 – Drupi (Five Record FM 13646)
- 1990 – Avanti (Five Record FM 13674)
- 1992 – Amica mia (RTI Music RTI 1000-1)
- 1993 – Storie d'amore (RTI Music RTI 1042-1)
- 1995 – Voglio una donna (Fonit Cetra CDL 388)
- 1997 – Bella e strega (Tring TAP 011)
- 2004 – Buone notizie (NAR International NAR 14604-2)
- 2007 – Fuori target (Proxima Centauri PX2007-1)
- 2013 – Ho sbagliato secolo (Proxima Centauri PX2013)

## Compilation
- 1995 – Belle bellissime
- 1997 – Protagonisti
- 2000 – I grandi successi originali
- 2000 – Musica più
- 2000 – Vado via
- 2003 – Greatest hits
- 2004 – Flashback Collection
- 2006 – Le più belle canzoni di Drupi
- 2006 – Gold Italia Collection
- 2006 – Flashback Collection Box-CD
- 2008 – Il meglio di Drupi
- 2009 – Flashback - I grandi successi originali
- 2019 – The Best - 50 anni di successi

## Singoli
- 1973 – Vado via/Segui me (Sail away) (Ricordi SRL 10688)
- 1974 – Rimani/Ma poi... (Ricordi SRL 10712)
- 1974 – Piccola e fragile/...Che estate (Ricordi SRL 10721)
- 1974 – Sereno è.../Mille lire (Ricordi SRL 10741)
- 1975 – Due/Bagno a mezzanotte (Ricordi SRL 10760)
- 1976 – Sambariò/Aiutami (Ricordi SRL 10792)
- 1976 – Bella bellissima/Non sei più tu (Ricordi SRL 10823)
- 1977 – Come va.../Tutto bene (Ricordi SRL 10841)
- 1977 – Vita di mare/Due corpi (Ricordi SRL 10851)
- 1978 – Provincia/Piero va (Real Music RM 18000)
- 1978 – Paese/Merilù (Real Music RM 18004)
- 1979 – Buonanotte/Giovanna (Real Music RM 18008)
- 1979 – E grido e vivo e amo/La più bella (Real Music RM 18009)
- 1980 – Sera/I capelli di Armanda (Real Music RM 18010)
- 1981 – La mia canzone al vento/Lascerò (Fonit Cetra SP 1758)
- 1982 – Soli/Stai con me (Fonit Cetra SP 1766)
- 1983 – Canta/E piove (Fonit Cetra SP 1791)
- 1984 – Regalami un sorriso/Preghiera (WEA 24 9486-7)
- 1985 – Fammi volare/Un passo (WEA 24 9138-7)
- 1988 – Era bella davvero/Che cos'è (Baby Records BR 50384)
- 1992 – Un uomo in più/Un uomo in più (strumentale) (RTI Music RTI 0700-7)

### Con "I Frenetici"
- 1967 – E loro dicono/Il matusa (Tiffany TIF 510)
- 1968 – Qualche santo pregherà per noi/Fatalità (Tiffany TIF 537)
- 1968 – Che c'è di strano/Il soprabile (Eva Sabbatini Records ESR 001)

### Come "Drupi e le Calamite"
- 1970 – Plenilunio d'agosto/Che ti costa (Ariston Records AR 0340)